# Дрова

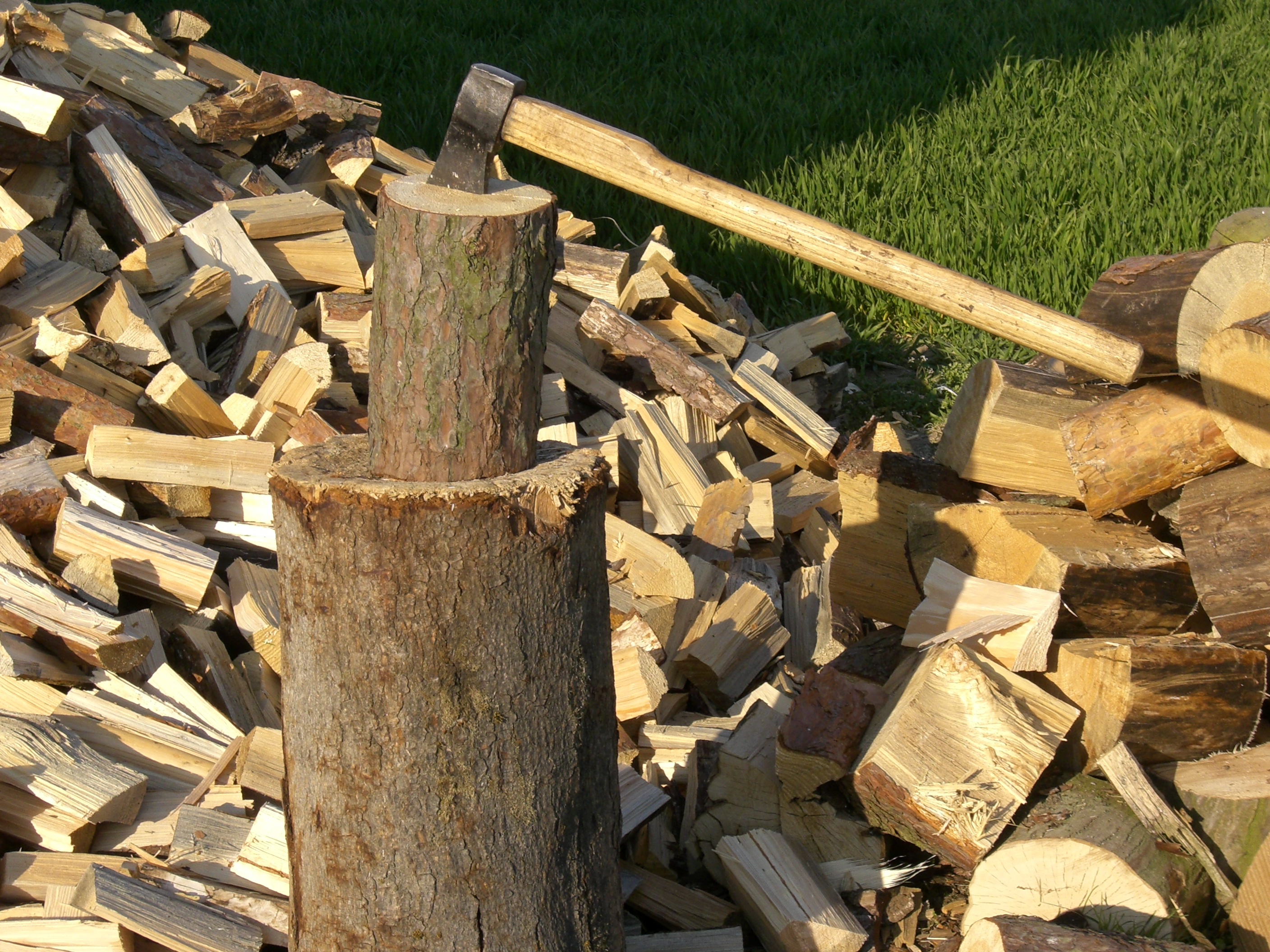
Рубання дров на дриветні.

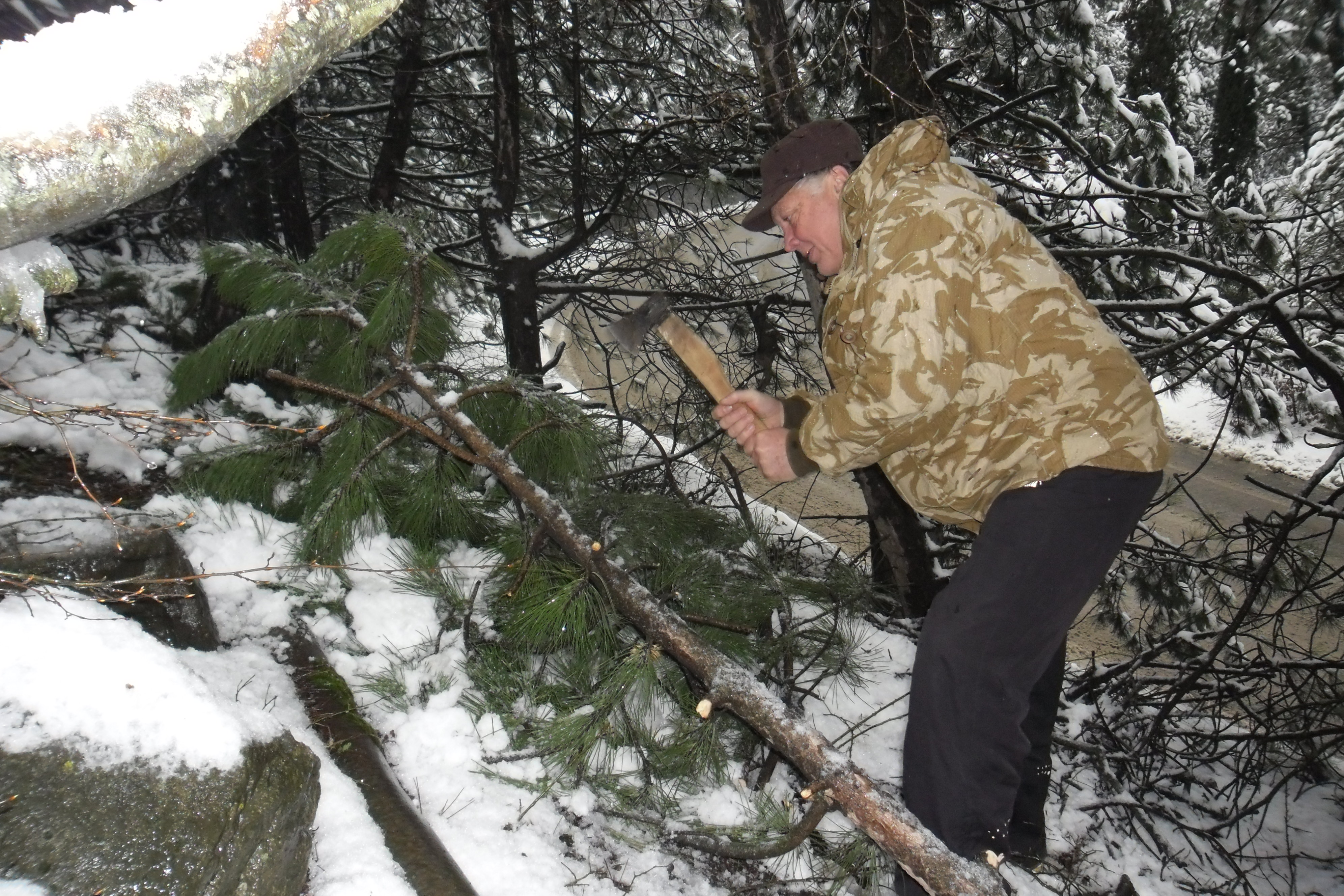
Рубання дров.

Дро́ва — шматки дерева, призначені для спалювання в печі, каміні, топці або багатті для отримання тепла і світла. Одна одиниця дров називається поліно, дрови́на (збільш. дровиня́ка). Ліс, придатний на дрова (на протилежність діловому, придатному на промислове використання), називається «дров'яним» (зараз також вживається термін «енергетичний ліс»).
Відповідно до вимог ГОСТ 3243-88 якість дров нормується за породою деревини, номінальною довжиною і обліковою градацією, за площею ядрової гнилі (у відсотках від площі торця), за кількістю дров в партії з гниллю від 30 до 65 % площі торця, і по висоті залишків сучків.

## Теплотворність дров
Тепло, що виділяється при згорянні дров, залежить від породи дерева і вологості деревини. Вологість знижує теплотворення дров, оскільки випаровувана вода забирає частину теплової енергії. Втрати від вологості незначно залежать від початкової температури дров (точніше, води в них) і приймаються рівними 0,63 кВт·год на кілограм води.
Абсолютно сухі дрова листяних порід видають близько 5 кВт·год тепла на кілограм дров. Абсолютно сухі дрова хвойних порід дають близько 5,2 кВт·год тепла на кілограм дров, у зв'язку з хімічною відмінністю їх деревини.
У реальних умовах досягти ідеальної сухості неможливо, тому нижче в таблиці представлена теплотворність дров різних порід деревини і для порівняння інших видів палива при вологості 15 %:
| Вид палива | Теплотворна здатність кВт·год/кг | Теплотворність МДж/кг | Теплотворність кВт·год/м³ | Густина кг/дм³ | Густина насипом кг/м³ |
| ---------- | -------------------------------- | --------------------- | ------------------------- | -------------- | --------------------- |
| Бук, Ясен  | 4,2                              | 15                    | 2016                      | 0,74           | 480                   |
| Дуб        | 4,2                              | 15                    | 1974                      | 0,69           | 470                   |
| Береза     | 4,2                              | 15                    | 1890                      | 0,65           | 450                   |
| Модрина    | 4,3                              | 15,5                  | 1806                      | 0,58           | 420                   |
| Сосна      | 4,3                              | 15,5                  | 1548                      | 0,52           | 360                   |
| Ялина      | 4,3                              | 15,5                  | 1419                      | 0,44           | 330                   |
| Мазут      | 12                               | 43                    | 10080                     | 0,84           | 840                   |
| Вугілля    | 7,8—9,8                          | 28—35                 |                           | 0,6—1,9        |                       |

Хоча теплотворення у хвойної деревини на одиницю ваги і більше, ніж у листяної, але з урахуванням меншої щільності хвойної деревини питома об'ємна теплотворність виявляється меншою, ніж у листяної. Хвойні дрова займають більше місця та згоряють швидше.
Кубометр сухих листяних дров здатний замінити 200 літрів нафти, 200 кубометрів природного газу. Дрова (деревина) є поновлюваним видом палива.
Найбільш «жаркими» вважаються дрова з берези, «найхолоднішими» — з осики.

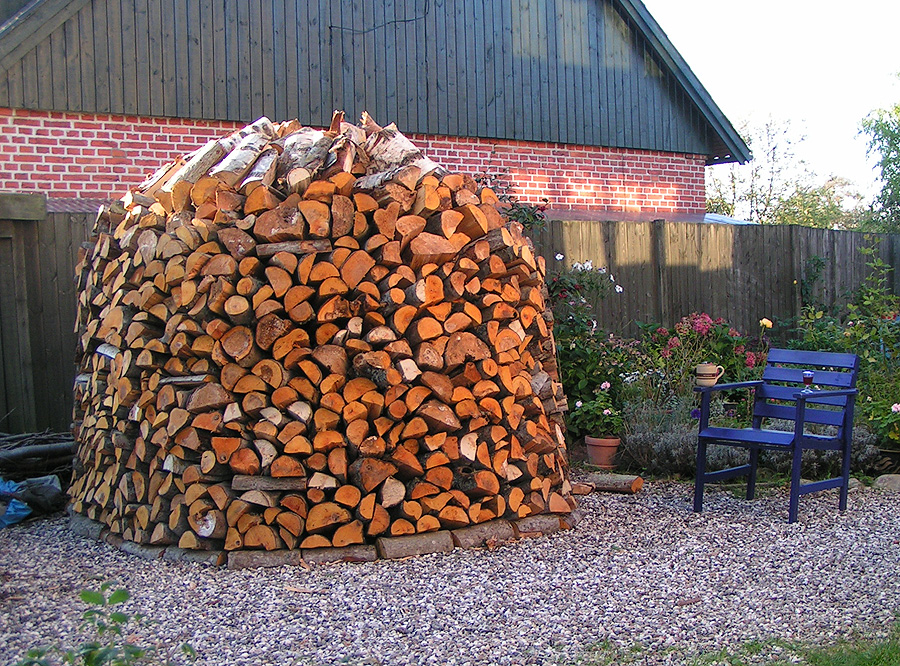
Заготовлені дрова. Дровітня.

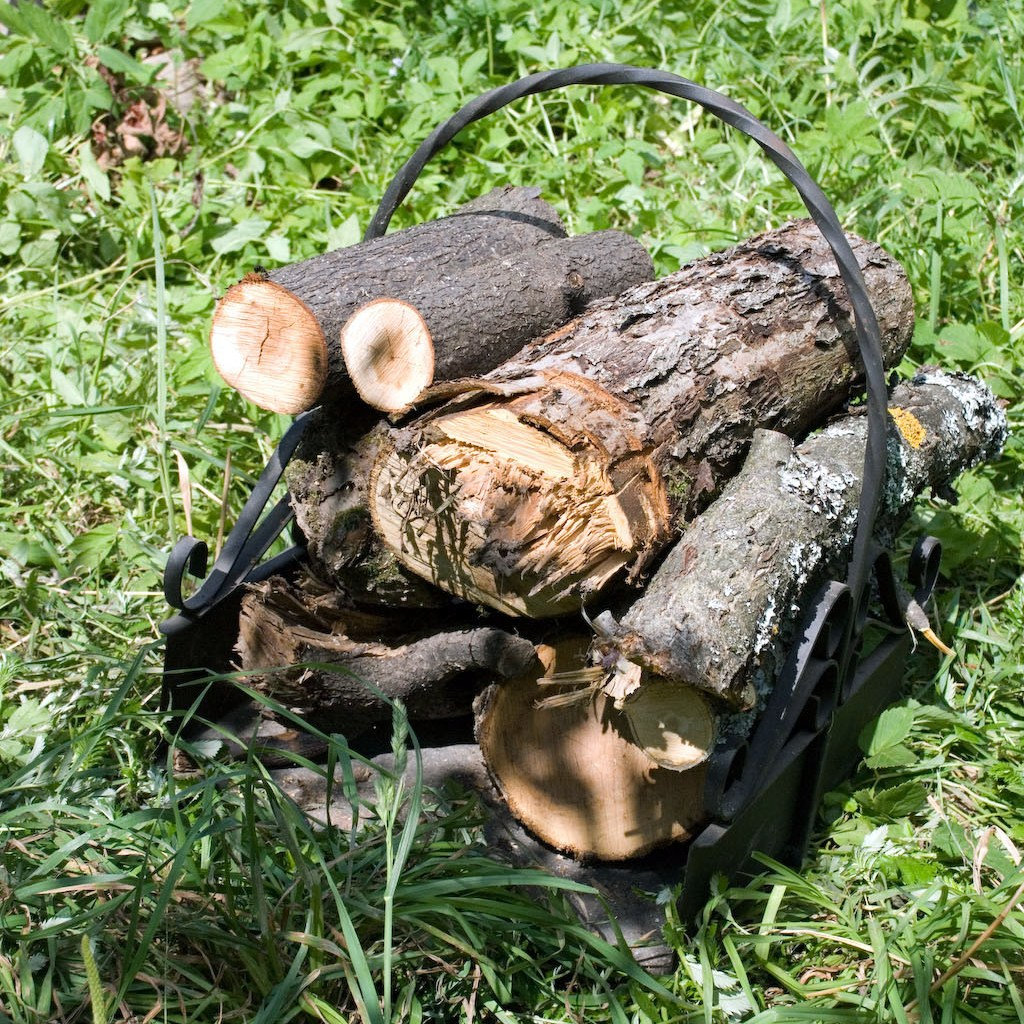
Дрова

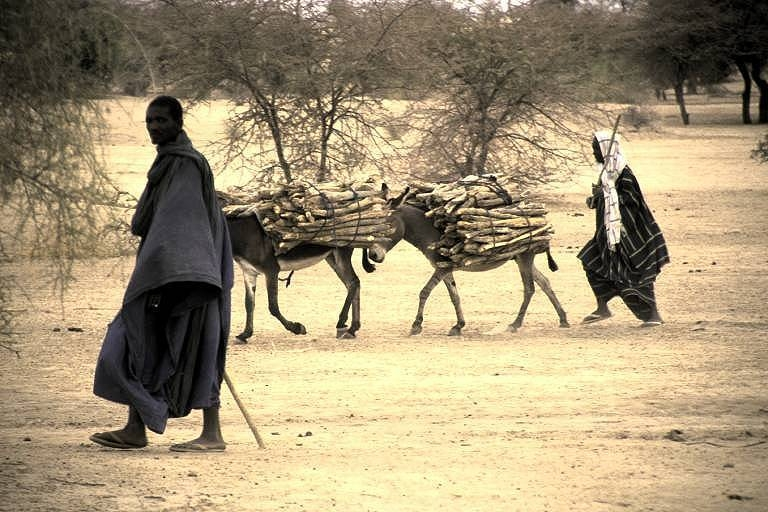
Перевезення дров

## Заготівля дров

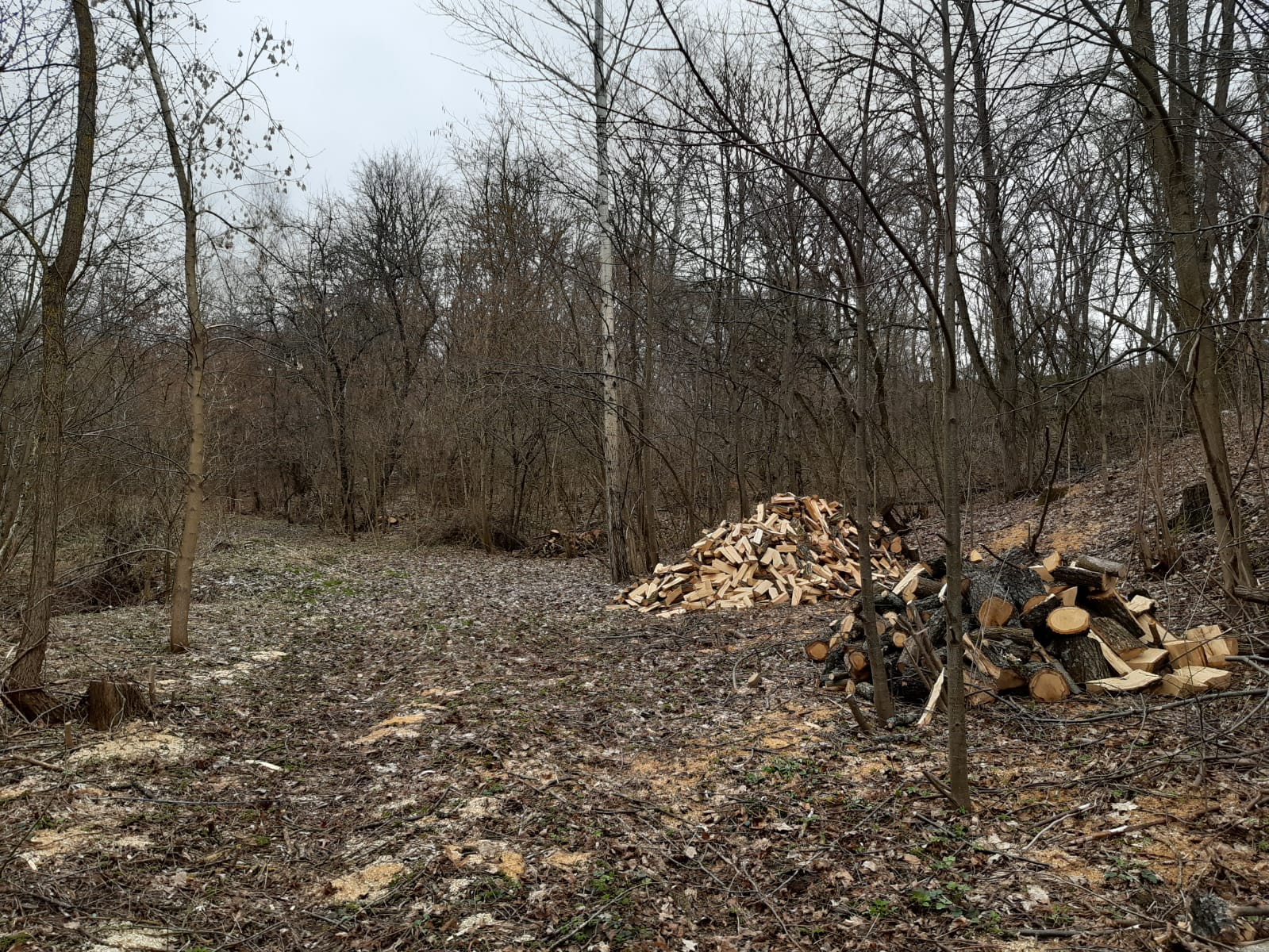
Дрова в лісі

Здебільшого дрова мають форму поліна — більш-менш збіжистого циліндра. Технологія виготовлення полін проста: стовбури дерев і товсті гілки пиляють на відрізки довжиною 40—60 см (цурки) і потім розколюють сокирою в поздовжньому напрямку на дрібніші частини з площею торця до 100 см². Пиляють дрова на козлах, а рубають на спеціальній колоді — дровітні. Для рубання зручніше використовувати спеціальну сокиру-колун, лезо якої має форму клина з кутом приблизно в 30°. Колуном можна розколювати навіть найтовстіші цурки при меншій силі удару. При рубанні сокирою, особливо товстих дровин, велика ймовірність застрягання леза в утвореній тріщині цурки. Тоді, щоб розрубати деревину або звільнити сокиру, перевертають застряглу сокиру й б'ють обухом об дровітню.
Правильна стійка під час рубання дров — ноги ширше плечей. Це запобігає можливості отримання травми у випадку промаху, невдалого удару або поломки сокири. Також для зручності дровітню найкраще розташувати на висоті пояса людини.
Для зберігання дров їх складають у стоси, розташовуючи їх під накриттям, або в спеціальних приміщеннях (відомих як «дровітні», «дровники», «дров'яники»).